# Лисовенко, Василий Трофимович
Лисовенко Василий Трофимович (11 августа 1948) — советский партийный деятель, депутат Верховной Рады Украины I созыва.

## Биография
Родился 11 августа 1948 года в селе Житные Горы Рокитнянского района Киевской области в крестьянской семье. Украинец.
После окончания школы в 1964 году работал рабочим Белоцерковской ПМК № 3.
С 1964 по 1969 годы работал на различных должностях в колхозе имени Ленина в селе Житные Горы.
В 1969 году выдвинут на комсомольскую работу: был заведующим отделом, вторым, а затем первым секретарем Рокитнянского райкома ЛКСМУ Киевской области.
В 1973 году окончил Белоцерковский сельскохозяйственный институт по специальности «зоотехник» и назначен директором совхоза «Дружба» Рокитнянского района.
С 1975 года — на партийной работе: инструктор отдела организационно-партийной работы Киевского обкома КПУ.
В 1976—1978 годах учился в Высшей партийной школе при ЦК КПУ.
С 1978 по 1984 годы — председатель исполкома Макаровского райсовета, первый секретарь Макаровского райкома КПУ Киевской области.
В 1984—1985 годах — инспектор ЦК КПУ.
С 1986 года — секретарь Черниговского обкома КПУ.
В 1989—1990 годах работал в Москве, занимал должность ответственного организатора отдела партийного строительства и кадровой работы ЦК КПСС.
С января 1990 по май 1991 года — первый секретарь Черниговского обкома КПУ и председатель Черниговского облсовета народных депутатов.
В мае-сентябре 1991 года — секретарь ЦК КПУ, член Политбюро ЦК КПУ.
После запрета КПСС на территории Украины, в 1991 году назначен генеральным директором Украинской корпорации зоотехнического и ветеринарного снабжения «Укрзооветпромпостач».
Народный депутат Украины І созыва, избран по Прилуцкому избирательному округу № 448, Черниговская область. Был членом комиссии мандатной и по вопросам депутатской этики.

## Награды и почетные звания
- Заслуженный работник сельского хозяйства Украины (11.2008)[1].
- Государственная премия Украины в области науки и техники (2009)[2].

Награждён советским орденом «Знак Почета» и 2 медалями.

## Семья
Женат, жена — Екатерина Васильевна (1950). Имеет двух детей: сын Виталий (1972) — экономист, дочь Таисия (1974) — психолог.